# 잘라이르 술탄국
잘라이르 술탄국(페르시아어: آل جلایر 알잘라이르)은 일 한국의 분열 후에 나타난 왕조로 수도는 바그다드였다(하지만 근거지가 잠시 타브리즈나 이라크 남부로 옮겨진 적이 있다). 초대 지배자인 하산 부즈루그는 몽골 잘라이르 부족 사람으로 일 한국이 몰락한 뒤, 권력의 공백을 틈타 1336년 잘라이르 왕조를 건국하였다. 그는 여러 경쟁자들을 격파하고 바그다드에 자리를 잡았다. 2대 지배자인 우웨이스 1세 때에 강력한 경쟁자인 추판 왕조의 영토를 흡수하고, 아제르바이잔과 페르시아로 진출하여 최전성기를 맞았다.
하지만 자라이르 왕조는 우웨이스 1세 사후부터 흔들리기 시작하여, 5대 술탄인 아흐마드 때에는 티무르에 의해 수도 바그다드를 빼앗기기도 하였다. 티무르 사후, 아흐마드는 바그다드로 복귀하였으나 투르크멘족 왕조인 흑양조와의 전투에서 패배하여 처형당했다. 아흐마드를 처형시킨 흑양조는 이후 파죽지세의 기세로 바그다드를 점령했고 이후 몽골인들을 모두 정복하고 학살하였다. 살아남은 잘라이르 왕조는 이라크 남부로 쫓겨 내려갔다. 이후 잘라이르 왕조는 이라크 남부에서 20여년간 존속했으나 1432년에 흑양조에 의해 최종적으로 멸망하고 말았다.

## 자라이르 왕조의 지배자
1. 하산 부즈루그(재위 : 1336년 ~ 1356년)
2. 우웨이스 1세(재위 : 1356년 ~ 1374년)
3. 하산(재위 : 1374년) - 즉위한 지 얼마 안 되어 살해당함
4. 후사인 1세(재위 : 1374년 ~ 1382년)
5. 아흐마드(재위 : 1382년 ~ 1410년) - 1393년과 1401년에 티무르에게 바그다드를 내준다.
6. 왈라드 샤(재위 : 1410년 ~ 1411년) - 왈라드 샤 이후의 지배자들은 바그다드를 뺐긴 뒤 이라크 남부를 근거지로 삼았다.
7. 마흐무드(재위 : 1411년 ~ 1415년)
8. 우웨이스 2세(재위 : 1415년 ~ 1421년)
9. 무함마드(재위 : 1421년 ~ 1422년)
10. 마흐무드(재위 : 1422년 ~ 1424년)
11. 후사인 2세(재위 : 1424년 ~ 1432년)

## 같이 보기
- 일 한국
- 티무르
- 바그다드
- 추판 왕조